# Donja Mahala
 Ovo je glavno značenje pojma Donja Mahala. Za bivše samostalno naselje pogledajte Donja Mahala (Mostar, BiH).
Donja Mahala naseljeno je mjesto u sastavu općine Orašje, Federacija Bosne i Hercegovine, BiH.

## Povijest
Nađeni su tragovi naseljavanja iz 2000. pr. Kr.[nedostaje izvor] Nema puno pisanih tragova iz predosmanskog i osmanskog razdoblja. Sačuvani fragmenti i povijesna vrela daju nam uvid da se mjesto spominje pod imenom Tvrtkovište u 14. stoljeću. Zato što je bilo značajno trgovačko mjesto, poslije je dobilo ime Trgovište. U kasnijem razdoblju nose ime Utorkovište jer su se trgovačke aktivnosti uglavnom odvijale utorkom.
Ime Doglena Mala (Doljna Mala) javlja se u izvorima iz 1758. godine, a poslije zapisano i kao Doglna Mala. Ime mahala dolazi pak iz turskoga jezika, za dio sela ili ulicu.
Stanovnici mjesto nazivaju Mala.[nedostaje izvor]

## Geografski položaj
Donja Mahala se nalazi na krajnjem sjeveru BIH, na rijeci Savi koja ujedno predstavlja granicu sa Republikom Hrvatskom (Štitar i Županja). Na ostalim stranama graniči sa ostalim naseljima općine Orašje i sa samim Orašjem.
| Štitar | Štitar, Županja | Županja                  |
| Tolisa | Susjedne općine | Ugljara, Orašje, Županja |
| Kostrč | Kostrč          | Kostrč, Orašje           |

## Stanovništvo
| Donja Mahala       |                |                |                |                |
| godina popisa      | 2013.          | 1991.          | 1981.          | 1971.          |
| Hrvati             | 3 669 (99,11%) | 4207 (98,45 %) | 3870 (97,72 %) | 3841 (99,68 %) |
| Srbi               | 6 (0,162%)     | 23 (0,53 %)    | 7 (0,17 %)     | 4 (0,10 %)     |
| Bošnjaci/Muslimani | 9 (0,243%)     | 7 (0,16 %)     | 9 (0,22 %)     | 1 (0,02 %)     |
| Jugoslaveni        | 0              | 11 (0,25 %)    | 33 (0,83 %)    | 2 (0,05 %)     |
| ostali i nepoznato | 18             | 25 (0,58 %)    | 41 (1,03 %)    | 5 (0,12 %)     |
| ukupno             | 3 702          | 4273           | 3960           | 3853           |

## Poznate osobe
- Ivo Gregurević, hrvatski glumac

## Sport
- NK Dinamo Donja Mahala